# Мокросоленый
Мокросоленый — хутор в Волгодонском районе Ростовской области.
Входит в состав Добровольского сельского поселения.

## География
Расположен в 4 км к востоку от Волгодонска. Делится на несколько поселений: первая ферма, хутор, посёлок. К югу от хутора расположен небольшой лес.

## Население
| 1989 | 2002 | 2010 |
| ---- | ---- | ---- |
| 781  | ↘502 | ↗687 |

## Улицы
- ул. Береговая,
- ул. Березовая,
- ул. Добровольская,
- ул. Кооперативная,
- ул. Лесхозная,
- ул. Луговая,
- ул. Садовая,
- ул. Центральная.